# كلير لابيني
كلير لابيني (بالإنجليزية: Claire Labine)‏ هي كاتبة سيناريو أمريكية، ولدت في 28 يونيو 1934 في جاكسونفيل في الولايات المتحدة، وتوفيت في نوفمبر 2016 في Somers, Connecticut ‏ في الولايات المتحدة بسبب مرض.

## وصلات خارجية
- كلير لابيني على موقع IMDb (الإنجليزية)
- كلير لابيني على موقع قاعدة بيانات الفيلم (الإنجليزية)